# Крит и Киренаика
Крит и Киренаика (лат. Provincia Creta et Cyrenaica) — провинция Римской империи, созданная в 27 году до н. э. Включала средиземноморский остров Крит и область Киренаика в северо-восточной Африке. Располагалась на северо-восток по побережью от залива Большой Сирт (совр. Сидра) до пограничной с Египтом области Мармарики. Значительная часть территории приходилась на плоскогорье Барка.
В наши дни провинции соответствует северо-восток государства Ливия и принадлежащий Греции остров Крит.
Северная Киренаика в этот период называлась Пентаполис (др.-греч. Πενντάπολις — «Пятиградье»). Некоторые авторы выделяли на юге Киренаики земли Насамонии (область проживания насамонов) и Авгилии (район оазиса Авгила, совр. Джалу). Также включала часть Мармарики и Сиртики. Все вместе эти области были частью более обширного исторического региона — Ливия, поэтому у многих античных авторов названия «Ливия», «Ливийский» прилагались к топонимам этой местности (например Ливийский Пентаполь).
Площадь провинции — около 250 000 км² (Киренаика) и 8336 км² (Крит).

## Административное положение
В 34 г. до н. э. Марк Антоний объявил римскую провинцию Киренаика царством и отдал её во владение дочери Клеопатры — Клеопатре Селене II. После триумфа над Марком Антонием в 29 г. до н. э. Октавиан Август вернул Киренаику в состав римского государства, и в 27 году до н. э. вместе с Критом она составила сенатскую провинцию, управитель которой носил титул проконсула. После административно-территориальных реформ Диоклетиана в конце III века провинция была разделена на три части: Верхняя Ливия, Нижняя Ливия и Крит.

## География
Современная локация: часть провинции в Африке — северо-восток территории, соответствующей современному государству Ливия (муниципалитеты Эль-Хизам-Эль-Ахдар, Эль-Джебал-Эль-Ахдар, Эль-Мардж, Эль-Губба, Бенгази, Дерна и частично Адждабия, Эль-Бутнан, Эль-Вахат). Часть провинции на Греческом Крите — номы Хания, Ираклион, Ласити, Ретимни.

## Жизнь провинции

### Общество
Две части провинции — Киренаика и Крит, связаны были чисто формально, так как исторически и географически эти области тяготели к разным регионам — Киренаика испытывала сильное культурное влияние Египта и Востока, а Крит поддерживал отношения с материковой Грецией и сохранял многочисленные греческие традиции.
Крит. В правление римлян был отсталой аграрной окраиной, и вопросы, касающиеся землевладений, как и везде, были наиболее острыми. Частой судебной практикой того времени было разрешение земельных споров городов между собой и с частными владельцами. Много земли находилось под императорскими имениями и в собственности частных римских землевладельцев (например, земли города Кносса были приписаны к городу Капуе в Италии).
На Крите имелось своё собственное общественное объединение — др.-греч. χοινον, а в городе Гортине существовало небольшое объединение римских граждан — conventus. Не значительной властью обладали старые (республиканские) магистратуры, занимавшиеся вопросами городского благоустройства, устройством зрелищ и игр, организацией культа императоров и т. п.
Киренаика. В этой части провинции население было более разнообразно — к горожанам относились эллины, наиболее многочисленная и привилегированная группа (им был открыт доступ в гимнасии и эфебии), сельскими жителями были в основном коренное ливийское население. Также значительна была доля иудейских переселенцев. Римлян было мало, упоминается перепись, по которой римлян всех возрастов, имеющих ценз в 2500 денариев, проживает всего 215 человек.
Формы политических объединений в Киренаике были скорее этническими: у эллинов был — corpus (организация которая несла ответственность за государственные повинности своих членов), у евреев — менее политизированные землячества. Римляне не имели в Киренаике своего conventus, но упоминаются некоторые «тайные сообщества» — συνωμο(η)σίας. Не сохранилось упоминания о местной организации, представляющей всю область — χοινον, хотя есть сведения о послах от Киренаики в Рим (в эдиктах Августа из Кирены, у Тацита). Римское гражданство, сначала бывшее привилегией только римлян, постепенно распространялось среди всего населения, уже до эдикта Каракаллы в 212 г., значительная часть городского населения Киренаики пользовалась его правами, но уже значительно утратившими своё значение.
Близкое соседство с пустынными южными областями, населёнными враждебными римлянам племенами, заставляло держать здесь постоянные римские гарнизоны, что вызывало большое влияние на местные институты власти.

### Религия
Крит. Издревле здесь процветали овеянные ореолом старины культы Зевса, Гермеса, Диктинны. По сообщению Филострата (V. Ар. IV 34), храм Асклепия в Лебене привлекал в III в. паломников не только со всего Крита, но и из Ливии. Существовала также должность верховного жреца — sacerdos provinciae, который был служителем императорского культа.

### Экономика
Крит. Вмешательство римлян в хозяйственную деятельность заключалось в развитии земледелия и строительстве (водопроводы, общественные здания, прокладывание дорог). Но по сравнению с другими провинциями в I—II вв. размах римского строительства на Крите был относительно невелик. Некоторые города (Гортина, Кносс) чеканили свою монету (подтверждённые находки — до сер. I в.).
Киренаика. Управляющий провинцией проконсул ведал также чеканкой монет в Киренаике, которые имели различные изображения и символы для каждой из областей.

## Города
Города римской эпохи и значительные постройки оставленные римлянами:
Крит:
- Гортина — адм. центр (театр, дворец проконсула, одеон (построен при Августе))
- Кносс
- Кидония (Cydonia)
- Фест

Города Киренаики с запада на восток, * отмечены входившие в Пентаполь:
- Береника (Беренекида)* — переименованный город Евхеспариды (или Гесперида, осн. VI-V вв. до н. э., современный Бенгази).
- Арсиноя* переименованный город Тевхира (осн. VI-V вв. до н. э., совр. Тукра)
- Птолемаида* (совр. Тахира) сначала порт Барки.
- Аполлония Киренская* (позже Фикунт, Сусуза, осн. VI-V вв. до н. э., совр. Суса) сначала порт Кирены.
- Дарнида (Дарданис, Дарнис)

Внутри страны:
- Кирена* (осн. 631 г. до н. э.)
- Барка (осн. VI-V вв. до н. э., совр. Аль-Мардж)

## История
В 46 году произошло землетрясение на Крите, после которого в ряде критских городов римлянами организовывались значительные восстановительные работы. В свою очередь, крупный римский анналист Корнелий Тацит сообщает о трёх случаях привлечения управителя провинции к ответу за вымогательство — при Тиберии, Нероне и Веспасиане.

## Проконсулы
- Гай Клодий Весталин[3] (между 30 до н. э. и 14);
- Марк Тиций (между 30 до н. э. и 14);
- Фабий (после 13 до н. э.);
- Публий Секстий Сцева (7/6 до н. э.);
- Квинт Луканий Прокул (после 13 до н. э.);
- Луций Плотий Вицинат (между 2 до н. э. и 7);
- (Лоллий) Паликан (между 23 до н. э. и 14);
- Марк Ноний, сын Марка, Бальб (между 30 до н. э. и 14);
- (Веттий) Скатон (между 23 до н. э. и 12);
- Гай Рубеллий Бланд (между 30 до н. э. и 14);
- (Тит) Цезий Корд (ок. 12);
- Публий Октавий (между 14 и 29);
- Окций Фламма (между 14 и 37);
- Корнелий (Лентул) Луп (между 14 и 37);
- Публий Вириазий Назон;
- Celer
- Augurinus (между 37 и 41)
- Квинт Кассий Грат (после 53);
- Цезерний Вейентон (ок. 46/47);
- Публий Помпоний Секунд (между 37 и 50/51);
- Цестий Прокул (после 56);
- Педий Блез (после 59);
- Бруттедий Сабин (1-я пол. I в.);
- Луций Турпилий Декстер (64/65);
- Тит Атилий Руф (67);
- Aulus Minicius Rufus[4] (71/72)
- Catullus (72/73)
- Gaius Arinius Modestus (73-75)
- Silo
- Aulus Julius Quratus (84/85)
- Gaius Pomponius Gallus Didius Rufus (88/89)
- Gaius Memmius […] (98/99)
- Lucius Elufrius Severus (99/100)
- Lucius Aemilius Honoratus (между 97 и 118)
- Titus Vibius Varus (между 97 и 118)
- Salvius Carus (134/135)
- Quintus Caecilius Marcellus Dentilianus[5] (около 140)
- Quintus Julius Potitus (между 138 и 161)
- Gaius Claudius Titianus Demostratus (161/162)
- Pomponius Naevianus (между 165 и 169)
- Veturius Paccianus (после 168)
- Lucius Saevinius Proculus (173/174)
- Quintus Caecilius Rufinus (между 160 и 180)
- Quintus Servilius Pudens (164/165)
- Lucius Clodius Tineius Pupienus Bassus (250)